# Thailands armé
Kungliga thailändska armén (thai: กองทัพบกไทย, Kong Thap Bok Thai; engelska: Royal Thai Army (RTA)) är den äldsta av Thailands tre försvarsgrenar. Arméns har i uppgift att utveckla, organisera och utbilda markstrids- och luftvärnsförband samt upprätthålla nationella intressen och nationens suveränitet.

## Historia
Thailändska armén ansvarar för att skydda kungarikets suveränitet. Det är den äldsta och största försvarsgrenen av Thailands försvarsmakt. Armén bildades den 8 maj 1874, delvis som ett svar på Bowringfördraget som slöts 1855 med Storbritannien, vilket öppnade landet för internationell handel.

### Nutid
I januari 2005 meddelade försvarsminister General Samphan Boonyanan att armén skulle bilda en ny division, 15. infanteridivisionen. Försvarsministern menade på att divisionen inte skulle sättas in som en stridande enhet mot islamistiska militanter, utan snarare bistå lokalbefolkningen med att utveckla regionen. Divisionen bildades genom att den tidigare 16. infanteridivisionen i Pranburi flyttades till Pattani tillsammans med enheter ur militärpolisen, signaltrupperna samt arméflyget. Utöver divisionens ingående enheter skulle den även bestå av tre fristående infanteribataljoner, baserade i Pattani, Yala och Narathiwat. Totalt avsatte regeringen en budget på 18 billioner baht för den första fyra åren. År 2010 skrev International Crisis Group att den 15. infanteridivisionen inrättades som en permanent säkerhetsstyrka för att hantera säkerhetsproblem i landets södra provinser. Den 15 augusti 2012 uppgav Jane's Defence Weekly att två nya stridsformationer hade blivit godkända av dåvarande Puea Thai administrationen. Dom två formationerna som bildades var 7. infanteridivisionen som baserades i provinsen Chiang Mai, samt 3. kavalleridivisionen som baserades i provinsen Khon Kaen.
Den 22 maj 2014 avsatte armén den dåvarande regeringen som utgjordes av en administrationen från Puea Thai. I desställe utnämndes militärtjänstemän till ledamöter i den nationella församlingen (parlamentet). Den 21 augusti 2014 valde de arméns befälhavare, general Prayut Chan-o-cha, till premiärminister. Generalen gick i pension i oktober 2014, för att kunna koncentrera sig på det politiska arbetet.

### Coups d'état
I det moderna Thailand har dess armé en lång historia med försök till genomförda statskupper. Det genom att arméns ledning fortfarande ser det som en roll av armén, vilken för övrigt är den starkaste och kraftfullaste av samtliga försvarsgrenar i landet.

## Verksamhet
Den thailändska armén är organiserade enligt nedan formationer.
- 9x infanteridivisioner
- 1x pansardivision
- 3x kavalleridivisionen (lätt bepansrade divisioner).
- 1x Special Warfare Command, små enheter tränade och utrustade för speciella och luftburna operationer.
- 1x arméflygdivision

## Ingående enheter

### Arméområde
Thailands armé är indelad i fyra så kallade arméområden, vilket i Sverige skulle motsvara militärområde.
- Första armén – högkvarter i Bangkok och kontrollerar trupper i 26 provinser i centrala, östra och västra Thailand samt Bangkok.[11]
  - 1. infanteridivisionen (Konungens livgarde) – Bangkok
  - 2. infanteridivisionen (Drottningens livgarde) – Fort Phromyothi, Prachinburi
  - 9. infanteridivisionen – Fort Surasi, Kanchanaburi
  - 11. infanteridivisionen – Chachoengsao
  - 2. kavalleridivisionen – Bangkok
  - 1. underhållsdivisionen –
- Andra armén – högkvarter i Nakhon Ratchasima och är ansvarig för den nordöstra delen av landet.
  - 3. infanteridivisionen – Fort Suranari, Nakhon Ratchasima
  - 6. infanteridivisionen – Fort King Phutthayodfa Chulalok Maharat, Roi Et
  - 3. kavalleridivisionen – Fort Tinsulanonda, Khon Kaen
  - 2. underhållsdivisionen –
- Treje armén – högkvarter i Phitsanulok och är ansvarig för den norra och nordvästra delen av landet.
  - 4. infanteridivisionen – Fort King Naresuan Maharat, Phitsanulok
  - 7. infanteridivisionen – Fort Chao Khun Nen, Chiang Mai
  - 1. kavalleridivisionen – Fort Phokhun Pha Mueang, Phetchabun
  - 3. underhållsdivisionen –
- Fjärde armén – högkvarter i Nakhon Si Thammarat och är ansvarig för den södra delen av landet samt engagerad i det pågående upproret i landets södra provinser. USA:s utrikesdepartement påstod 2006, läckt av WikiLeaks, att de militära styrkor under ledning av fjärde armén uppgick till drygt 35.000 soldater.
  - 5. infanteridivisionen – Fort Thep Satri Srisunthorn, Nakhon Si Thammarat
  - 15. infanteridivisionen – Fort Ingkhayutthaborihan, Pattani
  - 4. underhållsdivisionen – en utvecklingsavdelningen som tillhandahåller tillverkning, byggnation och annat stöd till de lokala samhällena i landets söder provinser. Divisionen genomför formellt inte säkerhetsoperationer, utan arbetar för att utveckla god förbindelser med lokalbefolkningen. Något som bland annat märks genom att de inte attackeras i dessa arbete.[12]

#### Militärdistrikt
De fyra arméområdena är i sin tur indelade i distrikt, vilket kan jämföras med svenska försvarsområden. Den första siffran i distriktets nummer anger till vilket arméområde distriktet lyder under. Namnen på forten är hämtade från platser eller personer i den thailändska historien.
| Militärdistrikt nummer | Ingående provinser                                               | Högkvarter                                       |
| ---------------------- | ---------------------------------------------------------------- | ------------------------------------------------ |
| 11                     | Bangkok, Nakhon Pathom, Nonthaburi, Pathum Thani, Samut Prakan   | Dusit, Bangkok                                   |
| 12                     | Prachinburi, Nakhon Nayok, Chachoengsao                          | Fort Chakraphong, Prachinburi                    |
| 13                     | Lopburi, Chai Nat, Sing Buri, Ang Thong                          | Fort King Narai Maharat, Lopburi                 |
| 14                     | Chonburi, Rayong                                                 | Fort Nawaminthrachini, Chonburi                  |
| 15                     | Phetchaburi, Prachuap Khiri Khan                                 | Fort Ramratchaniwet, Phetchaburi                 |
| 16                     | Ratchaburi, Samut Songkhram, Samut Sakhon                        | Fort Phanurangsi, Ratchaburi                     |
| 17                     | Kanchanaburi, Suphan Buri                                        | Fort Surasi, Kanchanaburi                        |
| 18                     | Saraburi, Phra Nakhon Si Ayutthaya                               | Fort Adisorn, Saraburi                           |
| 19                     | Sa Kaeo, Chanthaburi, Trat                                       | Fort Surasinghanat, Sa Kaeo                      |
| 21                     | Nakhon Ratchasima, Chaiyaphum                                    | Fort Suranari, Nakhon Ratchasima                 |
| 22                     | Ubon Ratchathani, Amnat Charoen                                  | Fort Sapphasitthiprasong, Ubon Ratchathani       |
| 23                     | Khon Kaen, Kalasin                                               | Fort Sripatcharin, Khon Kaen                     |
| 24                     | Udon Thani, Nong Khai                                            | Fort Prachaksinlapakhom, Udon Thani              |
| 25                     | Surin, Sisaket                                                   | Fort Weerawatyothin, Surin                       |
| 26                     | Buriram, Maha Sarakham                                           | Fort Somdej Chao Phraya Kasatsuek, Buriram       |
| 27                     | Roi Et, Yasothon                                                 | Fort Prasertsongkhram, Roi Et                    |
| 28                     | Loei, Nong Bua Lamphu                                            | Fort Srisongrak, Loei                            |
| 29                     | Sakon Nakhon, Bueng Kan                                          | Fort Kritsiwara, Sakon Nakhon                    |
| 210                    | Nakhon Phanom, Mukdahan                                          | Fort Phra Yod Mueang Khwang, Nakhon Phanom       |
| 31                     | Nakhon Sawan, Kamphaeng Phet, Uthai Thani                        | Fort Chiraprawat, Nakhon Sawan                   |
| 32                     | Lampang                                                          | Fort Surasak Montri, Lampang                     |
| 33                     | Chiang Mai, Mae Hong Son, Lamphun                                | Fort Kawila, Chiang Mai                          |
| 34                     | Phayao                                                           | Fort Khun Chueang Thammikkarat, Phayao           |
| 35                     | Uttaradit, Phrae                                                 | Fort Phichai Dabhak, Uttaradit                   |
| 36                     | Phetchabun, Phichit                                              | Fort Phokhun Pha Mueang, Phetchabun              |
| 37                     | Chiang Rai                                                       | Fort King Mengrai Maharat, Chiang Rai            |
| 38                     | Nan                                                              | Fort Suriyaphong, Nan                            |
| 39                     | Phitsanulok, Sukhothai                                           | Fort King Naresuan Maharat, Phitsanulok          |
| 310                    | Tak                                                              | Fort Wachiraprakan, Tak                          |
| 41                     | Nakhon Si Thammarat (utom Thung Song distriktet), Phuket         | Fort Vajiravudh, Nakhon Si Thammarat             |
| 42                     | Songkhla, Phatthalung, Satun                                     | Fort Senanarong, Songkhla                        |
| 43                     | Nakhon Si Thammarat (endast Thung Song distriktet), Krabi, Trang | Fort Thep Satri Srisunthorn, Nakhon Si Thammarat |
| 44                     | Chumphon, Ranong                                                 | Fort Khet Udomsak, Chumphon                      |
| 45                     | Surat Thani, Phang Nga                                           | Fort Vibhavadi Rangsit, Surat Thani              |
| 46                     | Pattani, Narathiwat, Yala                                        | Fort Ingkhayutthaborihan, Pattani                |

### Army Medical Department
Army Medical Department (AMED) (กรมแพทย์ทหารบก) ansvarar för medicinska frågor inom armén och tillhandahåller medicinsk vård, både i fält samt på förläggningar. AMED ansvarar för utbildning av personal inom forskning och jordbruk, samt övervakar de andra medicinska avdelningarna inom armén. AMED driver Phramongkutklao sjukhus i Bangkok och Ananda Mahidol sjukhus i Lopburi, tillsammans med mindre sjukhus vid varje fort, samt Phramongkutklao College of Medicine (PCM).

### Arméflyget
Royal Thai Army Air Division (กองบินทหารบกไทย) är den enhet inom armén som ansvarar för att utbilda och bemanna arméflyget. Arméflyget har sitt högkvarter vid Fort Princess Srinagarindra i Mueang Lopburi, Lopburi.
- Don Mueang internationella flygplats (VTBD)
  - Specialflygskvadronen – en flygskvadron som opererar två Embraer ERJ-135LR två Jetstream 41, två Casa 212–300 och två Beechcraft 1900C-1 för så kallade V.I.P.-flygningar, vilket kan inkludera den thailändska kungafamiljen eller den thailändska regeringen.
  - 1. infanteribataljonen – en bataljon som opererar med två Bell 206B, tre Schweizer S-300C och två Cessna U-17B.

- Bang Khen (3 km söder om Don Mueang)
  - Kungliga skvadronen – en enhet som opererar med tre Bell 212 och två Bell 412.
  - Specialtransportenheten – en enhet som opererar med 10–12 Bell 212 samt med Bell 206.

- Fort Surasi – Kanchanaburi
  - 9. infanteribataljonen opererar med två Bell 206B samt Schweizer S-300C.
  - There is also a detachment of UH-1H from an Air Mobility Company based here.

- Fort Chakraphong – Prachinburi
  - 2. infanteribataljonen, "The Queen's Guard", was operating two Bell 206B, three Schweizer S-300C, and two Maule MX-7 in 2004, however it is likely the Maule MX-7s may now not be operated by this unit now.
  - A detachment of this unit (with, in 1998, one Bell 206 and one Maule MX-7) was operating from Watthana Nakhon (VTBW) near the Cambodian border.

- Phitsanulok Airport (VTPP)
  - Loc 16 degrees 46'58.58N,100 degrees 16'44.84E elevation 154 feet/47 metres.
  - Runway 14/32 length 9,843 x 148 feet (3,000 x 45 metres)
  - 4. infanteribataljonen – en bataljon som opererar med Bell 206B, Schweizer S-300C, Cessna U-17B och Maule MX-7.

- Fort Suranari – Nakhon Ratchasima)
  - 3. infanteribataljonen – en bataljon som opererar med två Bell 206B, two Schweizer S-300C och två Cessna U-17B.
  - This field also hosts a detachment of up to three Bell 212 helicopters from one of the Air Mobility Companies Luftburna kompanier.

- Sa Pran Nak flygplats (VTBH) – huvudbas i Lopburi för arméflyget, med faciliteter för utbildning, underhåll och magasinering av luftfarkoster.
  - Loc 14 degrees 56'58.02N, 100 degrees 38'34.88E elevation 95 feet (29 metres).
  - Runways 01/19 3,300 x 98 feet (1,006 x 30 metres) and 06/24 3,890 x 98 feet (1,186 x 30 metres)
  - Operating units here include
    - Gong Bin Bau (lätt luftburet kompani) – opererar med Cessna U-17B, Cessna T-41, samt Searcher MKII
    - Gong Bin Pee-ak Moon Tee Nung (1. luftburna kompaniet) – opererar med Bell UH-1Hs and Bell 212s
    - Gong Bin Pee-ak Moon Tee Song (2. luftburna kompaniet) – opererar med Bell UH-1Hs (US Excess Defense Articles Program) och Bell 212.
    - Gong Bin Pee-ak Moon Tee Sam (3. luftburna kompaniet) – opererar med Bell UH-1Hs, Bell 206Bs, Bell AH-1F Huey Cobras (eight) och Bell 212.
    - Gong Bin Pee-ak Moon Tee Gou (pasom) (9. luftburna kompaniet) – opererar med Bell UH-1H, Sikorsky S-70-43 och Black Hawks.
    - Gong Bin Sanub-sanoon Tua Pai (General Support Aviation Battalion) – opererar med Boeing CH-47D Chinooks, Bell UH-1Hs och Mil Mi-17V5.
    - Arméflygcentrum – ett centrum för konverteringsutbildning och opererar med Cessna T-41B, Maule MX-7 och Schweizer S-300C.
    - 5. flygunderhållskompaniet – en underhållskompani som är baserade 3 km söder om Sa Pran Nak, vilket är ansvarigt för underhåll samt magasinering av arméflygets luftfarkoster.

- Cha-ian flygplats (VTSN) – Nakhon Si Thammarat
- 5. infanteribataljonen – en bataljon som opererar med två Bell 206B-3, tre Schweizer TH-300C och två Maule MX-7.
- Ett detachement från luftburna kompanierna i Lopburi finns även vid flygplatsen.

## Galleri

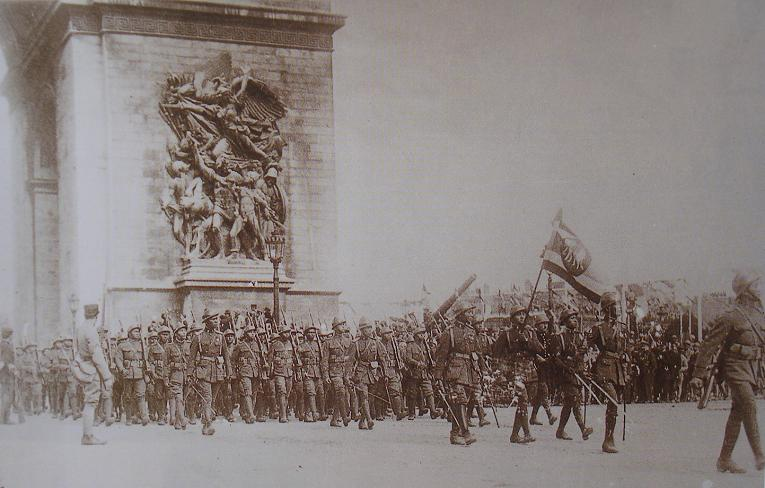
Den siamesiska expeditionskåren i Paris 1919.
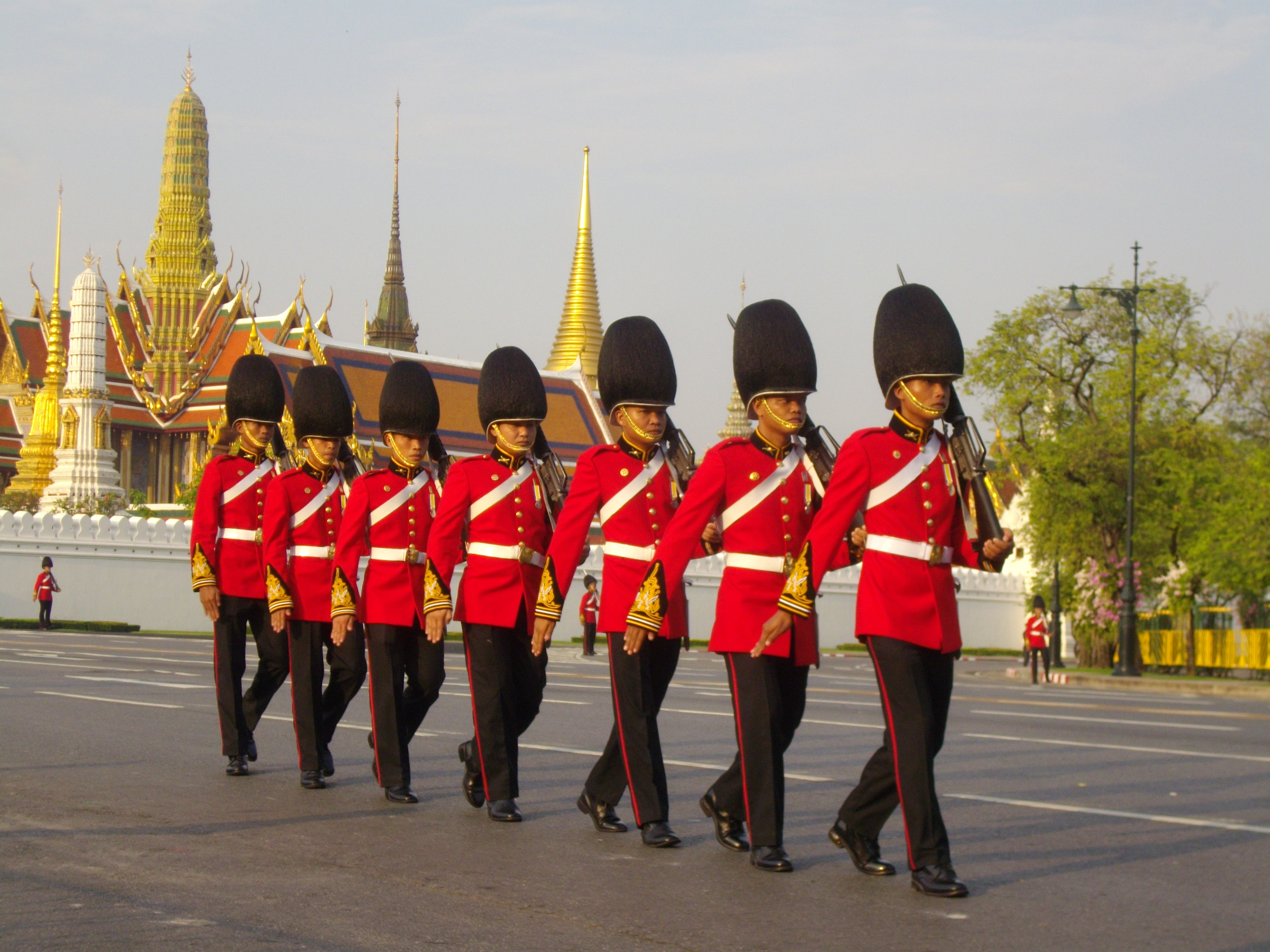
Den thailändska kungens livgarde ur 1. infanteriregementet i samband med begravningen av prinsessan Bejaratana Rajasuda
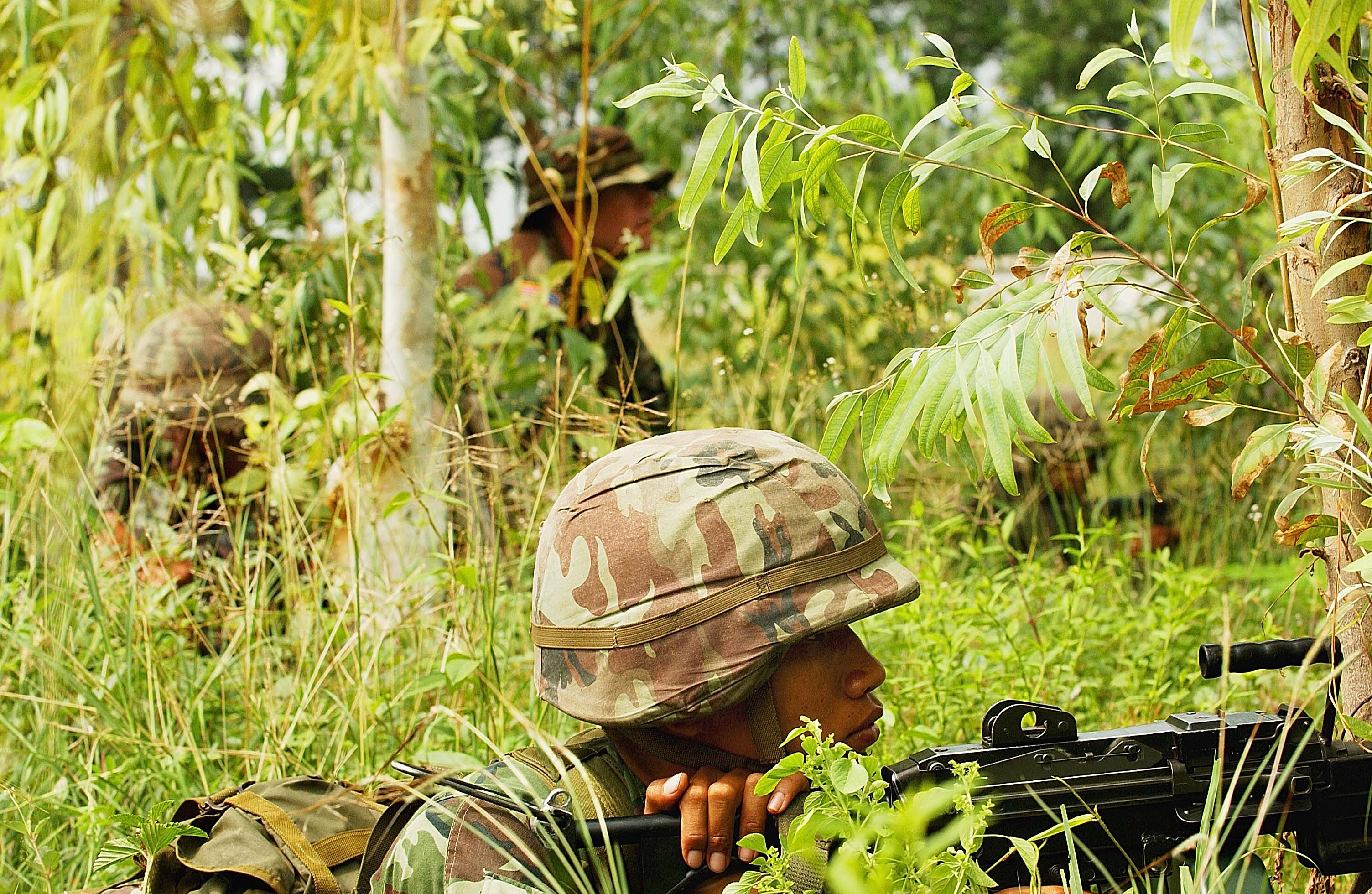
Thailändska och amerikanska trupper i den gemensam övningen "Cobra Gold" 2006 i Lopburi.
M60A1 under övning vid Ban Chan Krem i februari 2014.
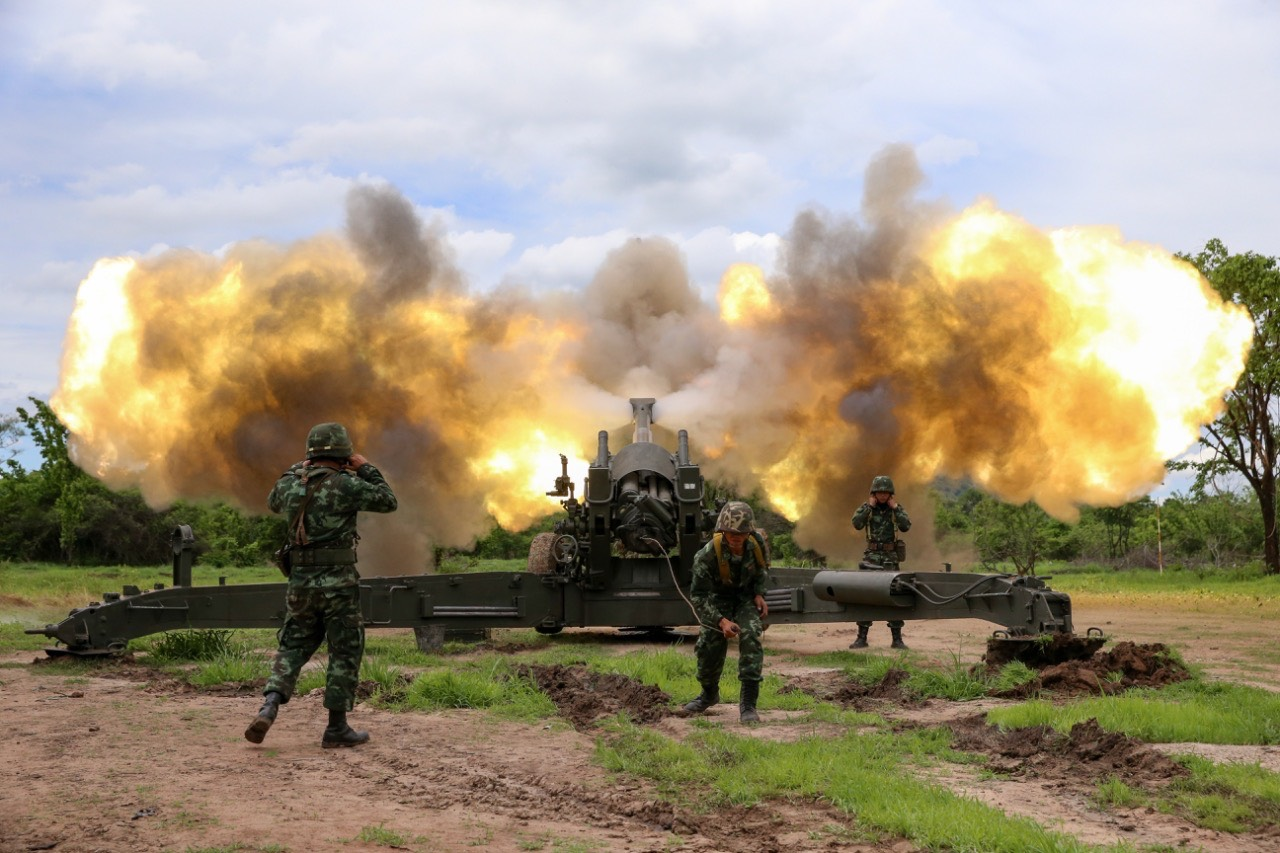
M198 Haubits under övning i juni 2016.
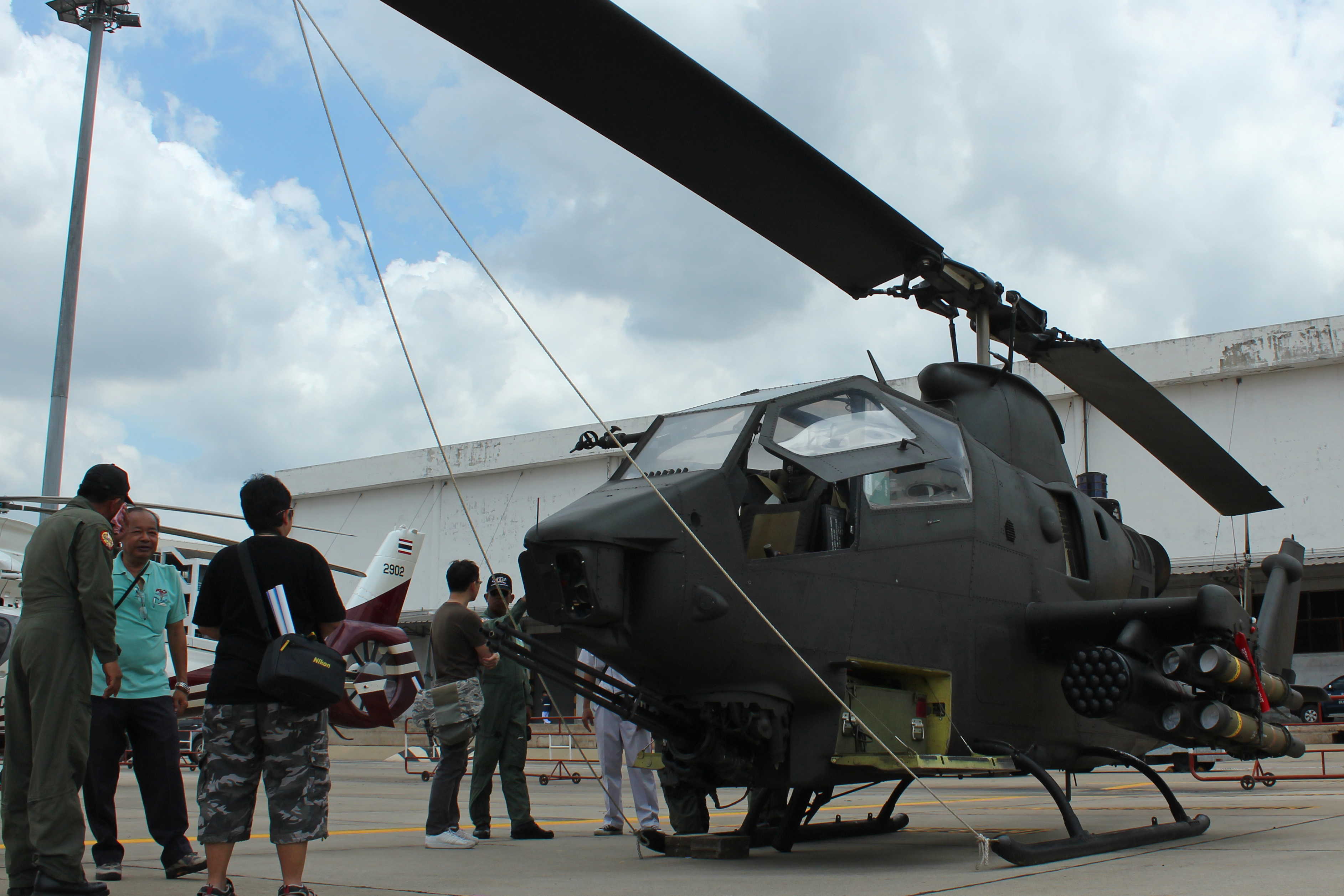
AH-1F Cobra attack helikopter vid en flyguppvisning vid Don Mueang Air Force Base.
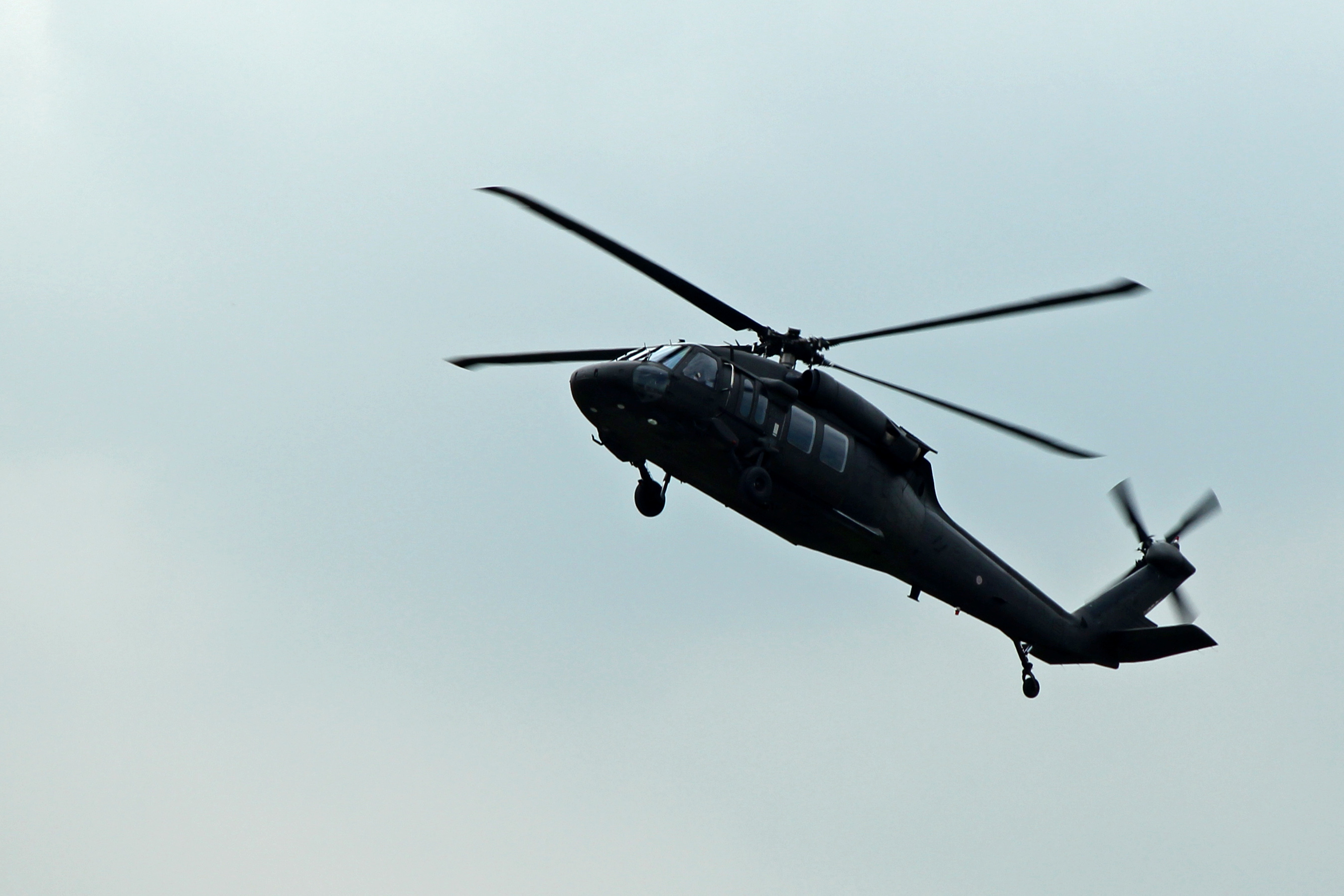
UH-60L Black Hawk vid en flyguppvisning vid Don Mueang Air Force Base.
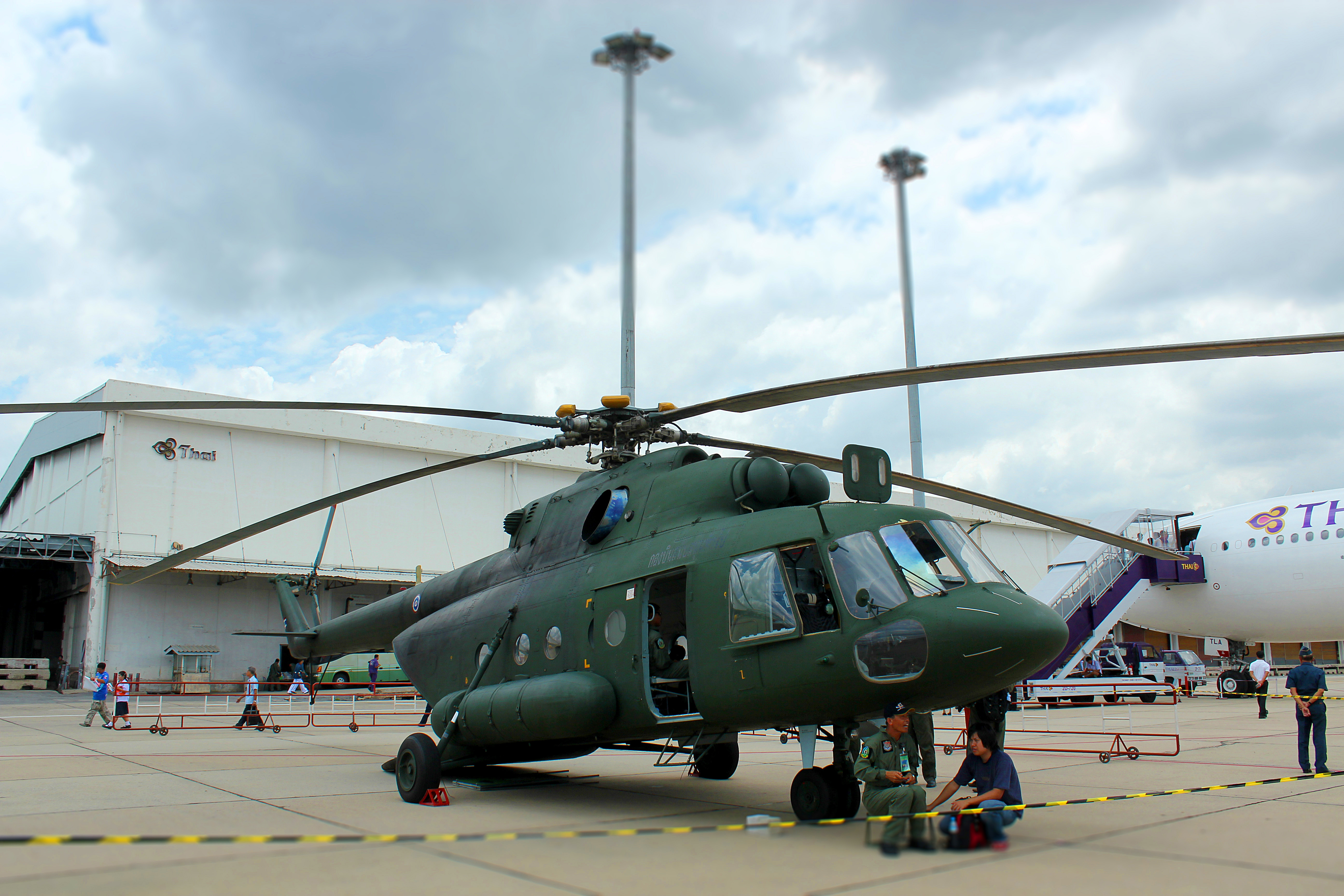
Mil Mi-17 V5 vid en flyguppvisning vid Don Mueang Air Force Base.

### Översättning
Den här artikeln är helt eller delvis baserad på material från engelskspråkiga Wikipedia, Royal Thai Army, 2 september 2019.